# Phlogacanthus murtoni
Phlogacanthus murtoni är en akantusväxtart som beskrevs av William Grant Craib. Phlogacanthus murtoni ingår i släktet Phlogacanthus och familjen akantusväxter. Inga underarter finns listade i Catalogue of Life.